# Jonathan Wyatt
Jonathan Craig Wyatt, noto anche come Jono Wyatt (Lower Hutt, 20 dicembre 1972), è un fondista di corsa in montagna, maratoneta e mezzofondista neozelandese.
Ha vinto sette volte il titolo di campione del mondo di corsa in montagna ed otto volte la coppa del mondo di corsa in montagna.

## Biografia

### Carriera podistica
Lo sport ha rivestito nella vita di Wyatt un ruolo molto importante, già suo padre, suo fratello e sua sorella erano attivi in ambito podistico mentre Jonathan all`inizio si dedicò al calcio. Ben presto si notò però che il talento di Jonathan era più in ambito atletico che in quello calcistico e così a 10 anni si iscrisse ad una società atletica e da quel momento si allenò regolarmente. All'età di 17 anni era già in grado di correre i 3000 m in 8'24"5.

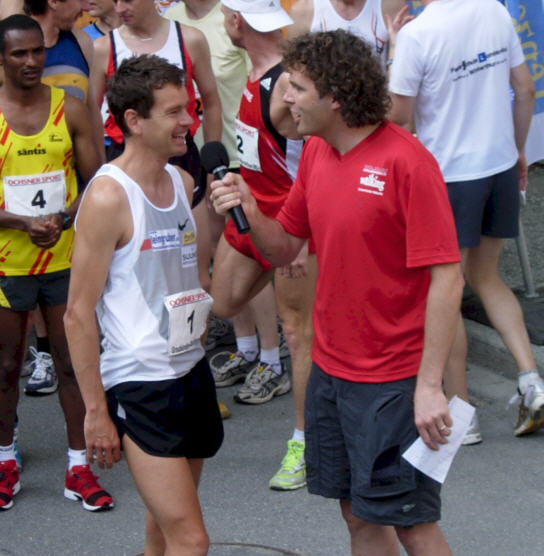
Wyatt intervistato prima della partenza della Graubünden Marathon in Svizzera

Il suo primo risultato importante lo raggiunse all'età di 22 anni durante i Giochi del Commonwealth che si disputarono a Victoria in Canada nel 1994. Sui 5000 m arrivò sesto. Nel 1996 partecipò ai Giochi olimpici di Atlanta sui 5000 m arrivando 16º.
Durante il 1997 riuscì a stabilire il suo personale sulla distanza dei 5000 m ma poi ebbe problemi di salute che lo costrinsero a ridurre drasticamente l`attività. Dopo la malattia Wyatt volle smettere con l`atletica "tradizionale" ma un suo amico di nome Aaron Strong (5º ai mondiali di corsa in montagna del 1996 e 4º nel 1997) gli consigliò di dedicarsi alla corsa in montagna. Strong vedeva per Wyatt un futuro nella corsa in montagna dato che nella corsa campestre era particolarmente dotato nei tratti dove il terreno era in salita.
La sua carriera ai campionati del mondo di corsa in montagna ebbe inizio nel 1998 quando sull'isola francese di La Réunion vinse il suo primo titolo mondiale battendo il favorito della vigilia, l'italiano Antonio Molinari. Tra il 1998 e il 2008 ha vinto la bellezza di sei titoli mondiali e si è classificato una volta secondo. Wyatt predilige i percorsi di sola salita, quelli detti "uphill", motivo per cui i suoi titoli si sono alternati a vicenda con l'altro fuoriclasse della corsa in montagna, Marco De Gasperi. Il 2005 ha rappresentato un'eccezione per Wyatt, si è presentato di fatto al via del suo primo mondiale sali scendi (percorso di salita e di discesa). Il mondiale in questione si svolse nella "sua" Wellington in Nuova Zelanda, li non poteva assolutamente mancare malgrado il percorso non era adatto alle sue qualità. Inutile dire che quel mondiale lo vinse con oltre 2 minuti di vantaggio sul secondo.
Oltre ai titoli mondiali Wyatt ha sempre partecipato alla Coppa del mondo di corsa in montagna che ha vinto per ben otto volte (2002-2003-2004-2005-2006-2008-2009). Nel 2007, durante i quarti campionati del mondo di corsa in montagna lunghe distanze alla Jungfrau Marathon ha vinto il titolo iridato.

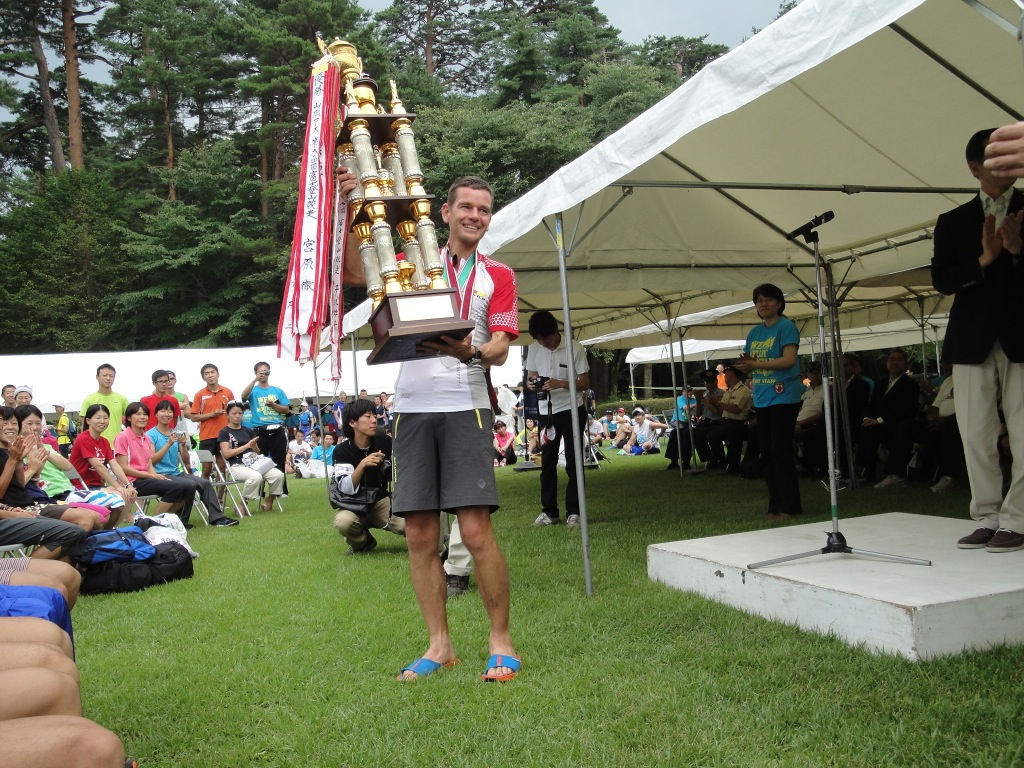
Wyatt con il trofeo della Mount Fuji Race in Giappone

Wyatt, oltre che ad essere stato un campione a livello di corsa in montagna, si è ottimamente anche distinto su strada. Nel 2004 sulla distanza della maratona ai Giochi olimpici di Atene arrivò 21º in 2h17'45".
Oltre agli innumerevoli trionfi su tutto l'arco alpino, Wyatt ha vinto a due riprese, nel 2002 e 2003, una delle corsa in montagna più rinomate, la Sierre-Zinal in Svizzera. Durante la sua vittoria nel 2003 ha anche stabilito il nuovo record del percorso in 2h29'12" che è tuttora imbattuto.

### Carriera dirigenziale
Wyatt è stato eletto a fine 2017 nuovo presidente del WMRA (World Mountain Running Association), dopo le dimissioni di Bruno Gozzelino.

## Vita privata
Da maggio 2009 è sposato con Antonella Confortola, conosciuta in occasione della corsa Memorial Partigiani Stellina, pure lei atleta di livello internazionale nella corsa in montagna. In seguito al matrimonio Antonella ha assunto il cognome del coniuge e gareggia come Antonella Confortola-Wyatt. I due vivono attualmente a Ziano di Fiemme.

## Palmarès
| Anno | Manifestazione             | Sede              | Evento         | Risultato  | Prestazione | Note                          |
| ---- | -------------------------- | ----------------- | -------------- | ---------- | ----------- | ----------------------------- |
| 1991 | Mondiali di cross          | Anversa           | Corsa U20      | 52º        | 26'27"      |                               |
| 1993 | Mondiali di cross          | Amorebieta-Etxano | Corsa seniores | dnf        | dnf         |                               |
| 1994 | Giochi del Commonwealth    | Victoria          | 5000 m piani   | Batteria   | 13'33"72    |                               |
| 1996 | Giochi olimpici            | Atlanta           | 5000 m piani   | Semifinale | 13'47"81    |                               |
| 1997 | Mondiali                   | Atene             | 5000 m piani   | dnf        | dnf         |                               |
| 1998 | Mondiali di mezza maratona | Zurigo            | Individuale    | 56º        | 1h04'23"    |                               |
| 1994 | Giochi del Commonwealth    | Manchester        | Maratona       | 6º         | 2h14'20"    | Miglior prestazione personale |
| 2004 | Giochi olimpici            | Atene             | Maratona       | 21º        | 2h17'45"    |                               |
| 2005 | Mondiali                   | Helsinki          | Maratona       | 43º        | 2h23'19"    |                               |

## Campionati nazionali
1998
- 5º ai campionati neozelandesi, 10000 m piani - 28'35"84
- 6º ai campionati neozelandesi, 1500 m piani - 3'49"02

1999
- Argento ai campionati neozelandesi, 3000 m piani - 7'57"33

2001
- Argento ai campionati neozelandesi, 10000 m piani - 28'21"4
- Oro ai campionati neozelandesi, 5000 m piani - 13'56"72
- Bronzo ai campionati neozelandesi, 1500 m piani - 3'52"00

2002
- 6º ai campionati neozelandesi, 10000 m piani - 28'32"57
- 4º ai campionati neozelandesi, 1500 m piani - 3'50"41

2003
- Bronzo ai campionati neozelandesi, 10000 m piani - 27'56"80

2005
- Argento ai campionati neozelandesi, 10000 m piani - 29'44"01

## Altre competizioni internazionali

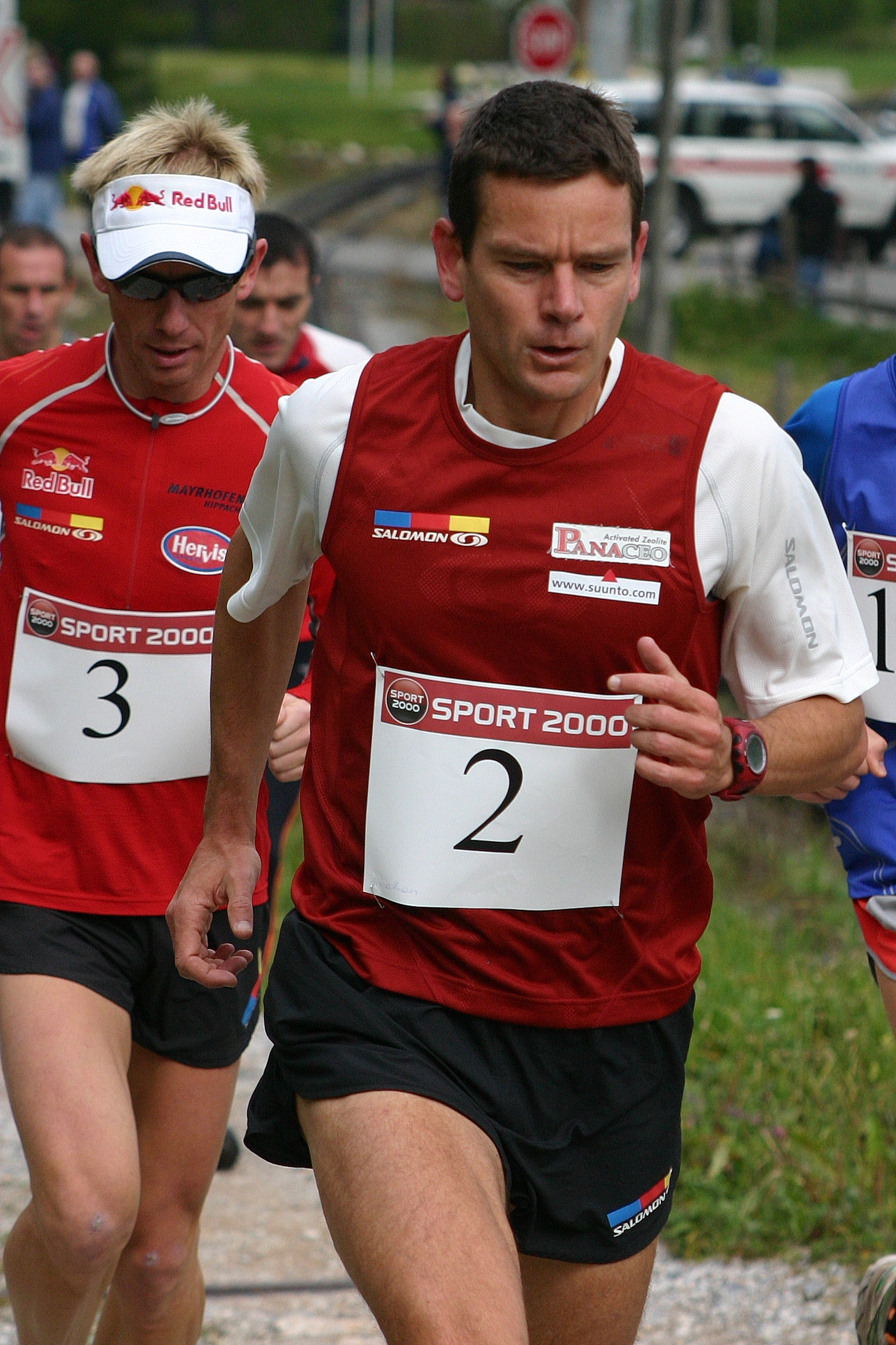
Wyatt durante la Schneeberglauf nel 2008 in Austria

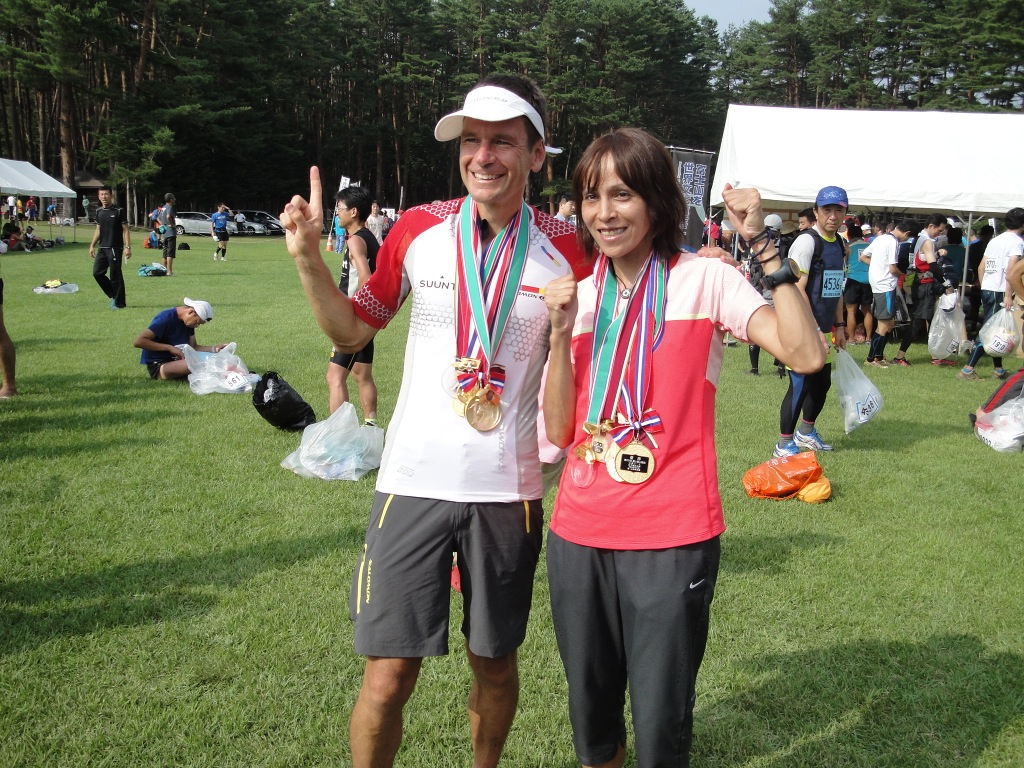
Jonathan Wyatt assieme a Mina Ogawa, primo uomo e prima donna alla Mount Fuji Race 2012 in Giappone

Oltre ai sette titoli mondiali elencati nella scheda, Wyatt ha vinto innumerevoli altre prestigiose corse, sia in montagna che su strada, eccone alcune:
- Tre volte la Jungfrau Marathon in Svizzera nel 2003,[5] 2007 e 2009. Con 2h49'01" attuale detentore del record del percorso.
- Sette volte la Schlickeralmlauf a Telfes in Austria nel 2000, 2003-2006, 2008 e 2010.
- Sei volte vincitore della Corsa delle Tre Cime a Sesto in Italia nel 2001, 2004-2005, 2010-2011 e 2014.
- Due volte vincitore della Mount Washington Road Race negli Stati Uniti nel 2004 e nel 2007. Con 56'41" attuale detentore del record del percorso.
- Cinque volte vincitore della Graubünden Marathon (tra Coira e il Parpaner Rothorn sopra Lenzerheide) in Svizzera} nel 2004-2006 e 2008-2009.
- Quattro volte vincitore delle Schneeberglauf a Puchberg am Schneeberg in Austria nel 2006-2008 e 2010. Con 52'21" attuale detentore del record del percorso.
- Otto volte vincitore[6] della [Hochfelln Berglauf] in Germania nel 1999-2000, 2002-2004, 2007, 2009-2010 Con 40'34" attuale detentore del record del percorso.
- Vincitore nel 2004 della Morat-Friborgo in Svizzera. Con 51'18" secondo tempo di sempre.
- Vincitore nel 2012 a Fujiyoshida della Mount Fuji Race in Giappone.
- Dodici successi, di cui 11 consecutivi, al Memorial Partigiani Stellina a Susa in Italia nel 2001-2011 e nel 2013.[7]

1998
- 18º al Bauhaus-Galan ( Stoccolma), 10000 m piani - 28'46"61

2001
- 24º alla Maratona di Berlino ( Berlino) - 2h14'55"

2003
- 7º alla Maratona di Amburgo ( Amburgo) - 2h13'00"

2004
- Bronzo alla Maratona di Zurigo ( Zurigo) - 2h15'07"

2005
- 12º alla Maratona di Zurigo ( Zurigo) - 2h16'50"

2008
- 15º alla Maratona di Zurigo ( Zurigo) - 2h23'07"